# Dia Internacional de la Solidaritat amb el Poble en Lluita de Sud-àfrica
L'Assemblea General de les Nacions Unides proclamà el 16 de juny Dia Internacional de la Solidaritat amb el Poble en Lluita de Sud-àfrica per a recordar la massacre de Soweto produïda l'any 1976.

## Commemoració
El 9 de novembre de 1976, l'Assemblea General de les Nacions Unides, en la Resolució 31/6, proclamà el 16 de juny el Dia Internacional de la Solidaritat amb el Poble en Lluita de Sud-àfrica.
| «                                    | L'Assemblea General, - Havent examinat l'informe del Comitè Especial contra l'apartheid, així com els informes especials del mateix - Prenent nota de l'aixecament nacional del poble oprimit de Sud-àfrica contra el règim d'apartheid - Indignat per les contínues matances i altres atrocitats perpetrades pel règim racista de Sud-àfrica contra els estudiants i altres manifestants pacífics contra l'apartheid i la discriminació racial - Proclama el 16 de juny Dia Internacional de la Solidaritat amb el Poble en Lluita de Sud-àfrica i convida els Estats membres a observar aquest dia en la forma més adequada. | » |
| — Organització de las Nacions Unides | |   |